# Valenciennea helsdingenii
Valenciennea helsdingenii là một loài cá biển thuộc chi Valenciennea trong họ Cá bống trắng. Loài này được mô tả lần đầu tiên vào năm 1858.

## Từ nguyên
Từ định danh helsdingenii được đặt theo tên của W. F. C. van Helsdingen, một công chức người Hà Lan đã cung cấp cho Bleeker một số mẫu cá từ quần đảo Gorom (tỉnh Maluku, Indonesia), bao gồm mẫu định danh của loài cá này.

## Phân bố và môi trường sống
V. helsdingenii có phân bố rộng rãi ở khu vực Ấn Độ Dương - Thái Bình Dương, từ bờ biển Oman–Yemen, Madagascar và Nam Phi trải dài về phía đông đến Kiribati và Fiji, xa hơn nữa là quần đảo Marquises (vắng mặt ở phần lớn Trung Thái Bình Dương), ngược lên phía bắc đến phía nam Nhật Bản và đảo Jeju (Hàn Quốc), về phía nam đến rạn san hô Great Barrier (Úc, gồm cả quần đảo Cocos (Keeling) ở bờ tây) và Nouvelle-Calédonie. Ở Việt Nam, V. helsdingenii được ghi nhận ở hòn Cau (Bình Thuận).
V. helsdingenii sống trên nền cát, phù sa và đá vụn của các rạn san hô, ít thấy hơn ở đầm phá, được tìm thấy ở độ sâu đến ít nhất là 45 m.

## Mô tả
Tổng chiều dài lớn nhất được ghi nhận ở V. helsdingenii là 25 cm. Cá có màu xám nâu thân trên và lưng, chuyển dần sang xám nhạt ở thân dưới. Có 2 sọc nâu đen dọc chiều dài thân, kéo dài từ đầu đến cuối vây đuôi. Đốm đen lớn viền trắng trên vây lưng trước, từ gai thứ ba đến thứ sáu. Vây đuôi cụt hoặc hơi lõm, tia ở trên và dưới kéo dài thành sợi ở cá trưởng thành.
Số gai ở vây lưng: 7; Số tia ở vây lưng: 11; Số gai ở vây hậu môn: 1; Số tia ở vây hậu môn: 11; Số tia ở vây ngực: 22–23.

## Sinh thái
V. helsdingenii sống theo cặp đơn phối ngẫu. Như những loài Valenciennea khác, V. helsdingenii kiếm ăn bằng cách ngậm một ngụm cát, lọc ra động vật giáp xác nhỏ và tống hết cát qua khe mang. Qua quan sát thực địa, một cặp V. helsdingenii thường ở gần nhau và luân phiên canh giữ trong khi con kia đang kiếm ăn. Vào ban đêm, chúng mang cát và đá vụn đóng lối vào hang.

## Thương mại
Trong buôn bán cá cảnh, V. helsdingenii được nhập khẩu từ Philippines và Indonesia nhưng ít khi được cung cấp với số lượng đáng kể.